# Vague de Teahupo'o
La vague de Teahupo'o, aussi appelée mâchoire de Hava’e par les Polynésiens, est un spot de surf situé près de la commune de Teahupo'o à Tahiti, en Polynésie française. Mondialement connue dans le monde du surf depuis les années 1990, la vague de Teahupo'o est réputée pour être la « vague la plus dangereuse du monde », pouvant blesser sévèrement voire tuer des surfeurs.
La compétition Billabong Pro Tahiti s'y déroule chaque année au mois d'août. Le spot accueille également les épreuves de surf des Jeux olympiques d'été de 2024.

## Histoire

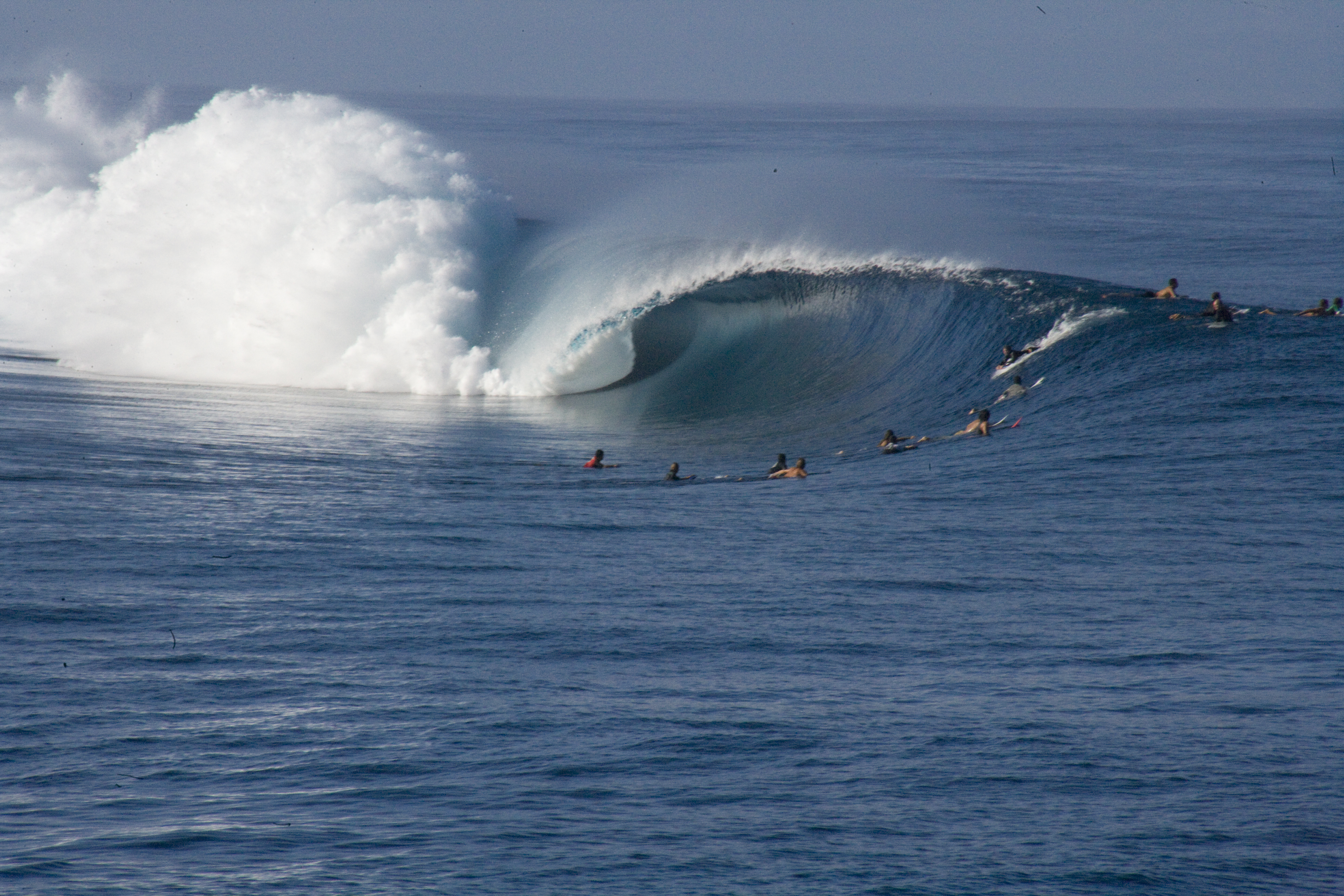
Surfeurs à Teahupoʻo

Le mot « tea-hu-poo » signifie « montagne de crânes » en vieux tahitien. Ce nom fait référence à une ancienne bataille ayant eu lieu entre deux clans de l'île, qui auraient par la suite construit un mur de crânes pour séparer leurs territoires. Elle est également appelée « la mâchoire de Hava’e » par les Polynésiens,. 
Dans le passé, surfer la vague de Teahupo'o était un moyen pour les chefs tahitiens et leurs fils de démontrer leur supériorité. Le site étant considéré comme sacré, ces derniers montraient en domptant la vague qu'ils étaient soutenus par les dieux. 
L'existence de la vague est longtemps restée confidentielle et elle n'était chevauchée que par quelques Tahitiens, venus avec des bodyboards ou des planches de fortune. C'est en 1997 que commencent les premières compétitions internationales de surf sur ce spot, avec la Billabong Pro Tahiti. La vague de Teahupo'o devient alors mondialement connue, notamment grâce au surfeur et acteur tahitien Raimana Van Bastolaer, qui contribue à la populariser,. C'est également à partir de cette date que sa réputation de « vague la plus dangereuse du monde » se construit, quand le catamaran des officiels rentre en collision avec la barrière de corail.
En 2000, le surfeur tahitien Brice Taerea y perd la vie en se heurtant la tête contre cette même barrière de corail. C'est à partir de cette date que des patrouilleurs en jet-ski sont mis en place lors des compétitions pour récupérer les surfeurs à la sortie du rouleau et éviter que cela ne se reproduise. En 2006, la vague de Teahupo'o est retirée du circuit pro féminin par l'Association des surfeurs professionnels, qui la considère alors comme « trop dangereuse pour les femmes ». La reconnaissance du surf en tant que discipline olympique lors des Jeux de Tokyo (2021) permet l'annulation de cette décision,,. 
En 2019, la vague de Teahupo'o est choisie comme spot pour les épreuves de surf lors des Jeux olympiques d'été de 2024,. 

## Dangerosité
Pouvant dépasser les 7 mètres de haut,, souvent qualifiée de « vague mythique », de « dantesque » voire de « monstre », la vague de Teahupo'o est autant réputée pour la qualité de son tube que pour être la « vague la plus dangereuse du monde », pouvant blesser sévèrement voire tuer des surfeurs, même ceux étant expérimentés,,,.
Le surfeur et journaliste sportif australien Will Swanton témoigne notamment dans The Australian :

« Le plus terrifiant sur cette vague, c’est qu’elle tape deux fois. Vous êtes d’abord éjecté et cloué sur des récifs de corail acérés pendant que le rouleau passe. Et puis, quand vous remontez pour respirer, cette sournoise vous prend par les chevilles et vous envoie de nouveau par le fond. Je me rappelle qu’une fois j’ai vraiment cru que j’y avais perdu un œil. »

Depuis les années 1990, cinq morts sont officiellement recensés parmi les surfeurs ayant tenté de chevaucher la vague,. Un « code rouge » a été mis en place en cas de conditions trop dangereuses, interdisant toute activité nautique à Teahupo'o. Il a été utilisé en 2011 et 2022, où la vague a atteint plus de 10 m de haut,.

## Popularité et tourisme

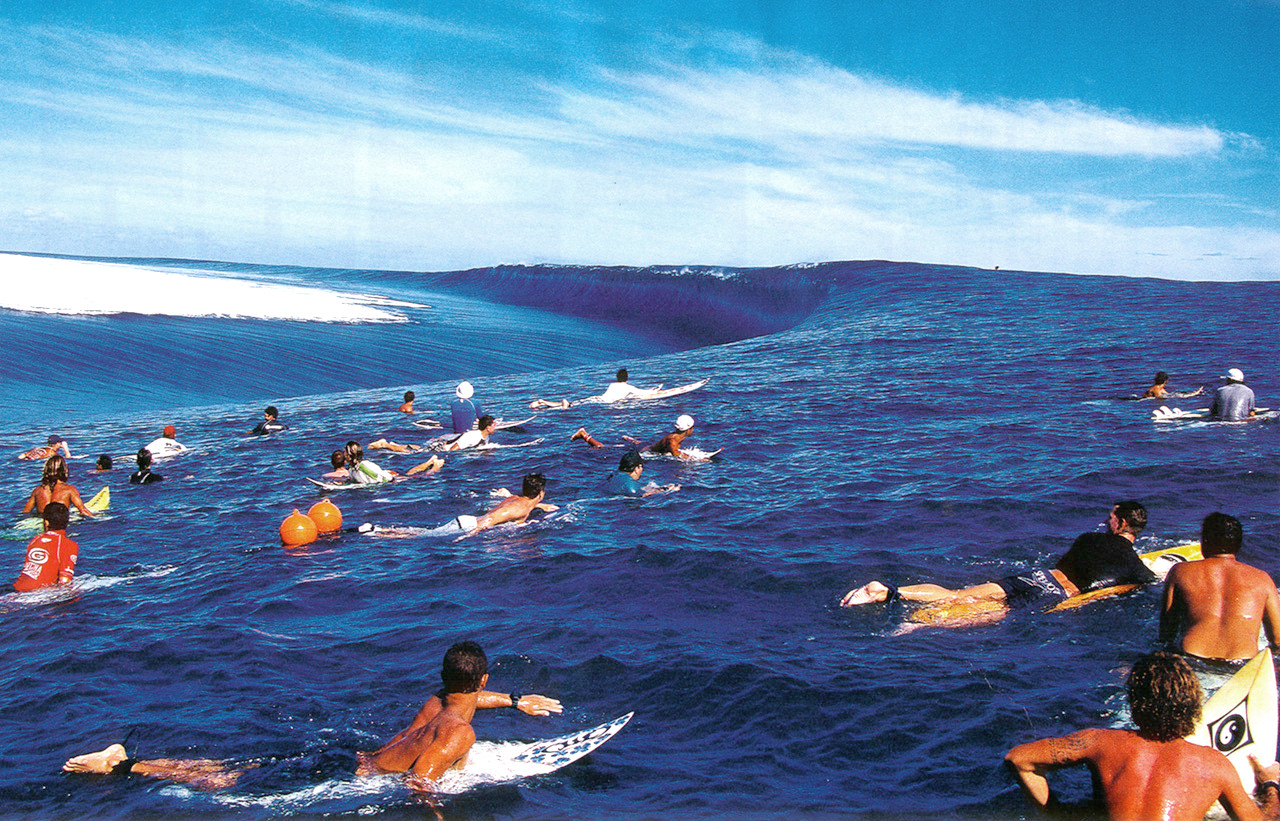
Surfeurs attendant la vague de Teahupo'o

La vague de Teahupo'o est connue internationalement des surfeurs, certains venant de loin comme de Nouvelle-Zélande, d'Australie ou des États-Unis. Plusieurs surfeurs de renom l'ont chevauché, tels que les Français Raimana Van Bastolaer, Thierry Vernaudon, Malik Joyeux et Vahine Fierro, l'Américain Laird Hamilton, ou encore les Australiens Jack Robinson et Mick Fanning.

### Jeux olympiques d'été de 2024
En 2019, la vague de Teahupo'o est choisie comme spot pour les épreuves de surf lors des Jeux olympiques d'été de 2024, qui ont lieu du 27 juillet au 6 août,. La popularité du spot connaît alors un nouvel essor, de nombreux touristes venant en bateaux-taxi afin de l'admirer de loin et de se faire prendre en photo avec la vague.
Fin 2023, plusieurs mois avant les épreuves, une polémique éclate sur la construction d'une tour en aluminium pour les juges, jugée néfaste pour le récif corallien et la biodiversité. Moetai Brotherson, président de la Polynésie française, envisage alors de déplacer l'épreuve, une pétition recueille plus de 255 000 signatures et des surfeurs mondialement connus appellent à préserver le site. La tour est finalement achevée en mai 2024, avec une taille et un poids réduits.
Après la compétition et la victoire de l'« enfant du coin » Kauli Vaast, le spot bénéficie d'un « effet JO » avec un nombre grandissant de touristes venus admirer la vague et un engouement accru pour la discipline, la Fédération tahitienne de surf enregistrant 20 % de licenciés de plus en une année.

## Dans la culture
En 2000, le photographe de sports extrêmes Tim McKenna prend en photo le surfeur américain Laird Hamilton chevauchant la vague de Teahupo'o. Surnommé « Millenium Wave » ou « la vague du millénaire », ce cliché provoque l'admiration et fait le tour du monde, participant à populariser un peu plus ce spot,.
En 2024, la vague de Teahupo'o est mise au centre du roman Teahupo'o : le souffle de la vague de l'écrivaine française Ingrid Astier. C'est jusqu'alors le seul roman mettant en scène la vague.